# Wysoka Mała
Wysoka Mała – wieś w Polsce położona w województwie wielkopolskim, w powiecie pilskim, w gminie Wysoka. Do sołectwa Wysoka Mała należy także wieś Wysoka Wielka.
W latach 1975–1998 miejscowość administracyjnie należała do województwa pilskiego.